# Памятник воинам (Виттен)
Памятник воинам «Germania» в Виттене (нем. Kriegerdenkmal Germania Witten) — военный мемориал в вестфальском городе Виттен, торжественно открытый 20 сентября 1877 года при участии Ассоциации воинов-гвардейцев; первый камень в основание композиции, созданной по проекту местного архитектора и скульптора Генриха Клутманна (1847—1905), был заложен 3 июля 1877 года. Строительство, инициированное предпринимателем Луисом Бергером (1829—1891), обошлось городу в 18 802 марок, которые были собраны преимущественно за счет добровольных пожертвований.

## История и описание
В качестве местоположения для нового памятника городской совет выбрал участок земли на окраине центральной части города Виттен — недалеко от церкви Св. Иоанна и станции будущей железнодорожной линии BME: предполагалось, что здесь должен будет возникнуть новый центр города. Вокруг новой площади было построено современное, в соответствии со стандартами того времени, жилье; новый район должен представлять «новый Виттен». Чтобы подчеркнуть данное направление, новые улицы были названы в честь крупных государственных деятелей «новой Германии», таких как Отто фон Бисмарк и Хельмут фон Мольтке.
После того как площадь Кенигсплатц был тщательно спланирована, в 1877 году в её центре был установлен военный мемориал со статуей, символизировавшей объединенную Германию: памятник отмечал вклад жителей Виттена в победы (будущей) Германской империи в Австро-прусско-датской войне (1864), Австро-прусско-итальянской войне (1866) и Франко-прусской войне (1870—1871). В дополнение к «роскошной» статуе, на памятник были нанесены имена всех солдат-виттенцев, погибших в этих войнах. Кроме того, четыре каменных орла украшали основание памятника вплоть до конца Второй мировой войны. Чтобы подчеркнуть его важность, вокруг памятника в 1884 году было построено массивное ограждение стоимостью около 4000 марок. Постепенно, в дополнение к многоквартирным домам, на площади Кенигсплатц появились и выдающиеся для своего времени виллы.
В конце XIX века квартал считался элитным — ситуация изменилась уже в начале 20-го века. Так уже в 1920-х годах автомобильное движение, никак не учитывавшееся в исходном замысле площади и района, увеличилось настолько, что Кенигсплац теперь находилась на краю крупной автомобильной трассы. Хотя многие из особняков пережили бомбардировки 1944—1945 годов, но вскоре после мировой войны вокруг площади и памятника были построены новые массивные здания, а часть зеленой зоны уступила место парковке. Хотя сам памятник «Germania» не был демонтирован, но — для «смягчения» националистического характера монумента — площадь была переименована в Карл-Маркс-Платц.
После войны ограждение памятника также было удалено. После 1945 года уход за военным мемориалом, рассматривавшимся многими горожанами как «пережиток давно ушедшей эпохи», был минимален. В 1990-х годах на нём появились многочисленные граффити, а оставшиеся зеленые насаждения были уничтожены; нижние уровни пьедестала сильно пострадали от мочи. В итоге город принял предложение от местной клининговой компании о бесплатной уборке памятника — в качестве саморекламы для фирмы. Во время реставрационных работ было обнаружено, что некоторые таблички были уже настолько сильно повреждены, что имена погибших едва читались. После восстановительных работ город заложил около памятника новую клумбу. Сегодня памятник внесен в список городских монументов, подлежащих охране и сохранению.